# Margareta Winberg
Margareta Winberg (Sjuntorp, 3 augustus 1947) is een politicus uit Zweden.
Tussen 1994 en 2003 was Winberg minister van verschillende ministerposten, en van 2002 tot 2003 was zij statsministerns ställföreträdare, vicepremier van Zweden.
- International Standard Name Identifier: 0000 0000 5482 2342
- Library of Congress Control Number: n87904796
- LIBRIS: 223493
- Virtual International Authority File: 16297503
- WorldCat: E39PBJp6bwkjCYggJpTqywB3wC